# Sylvéréal
Sylvéréal est un hameau d'une vingtaine d'habitants qui appartient à la commune française de Vauvert, dans le Gard en Languedoc-Roussillon. Il se trouve sur la rive droite du Petit-Rhône, à une vingtaine de kilomètres de Vauvert mais paradoxalement à moins de dix kilomètres des Saintes-Maries-de-la-Mer situées dans les Bouches-du-Rhône. 

## Géographie

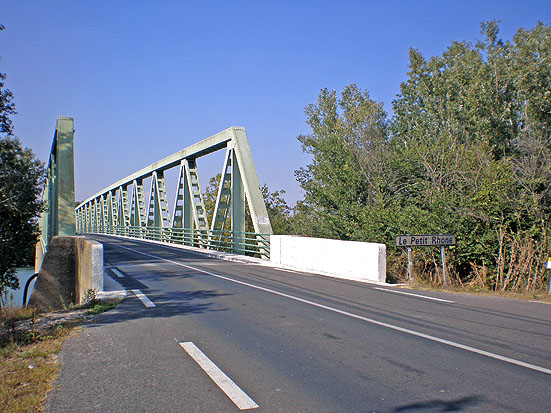
L'ancien pont de Sylvéréal sur le Petit-Rhône en 2007.

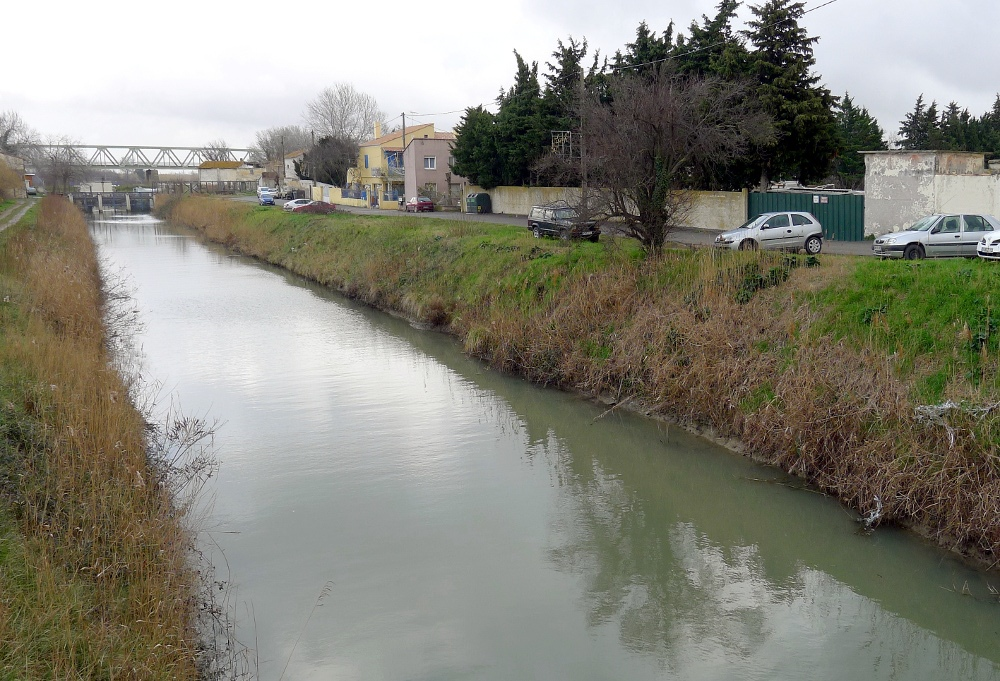
Le hameau de Sylvéréal et le canal dit de Peccais à Sylvéréal en 2011.

Sylvéréal est un hameau situé en Petite Camargue, au milieu des étangs et des marais et dont la population vit à 98 % d'élevage de taureaux, de pêche ou de récolte de roseaux.
Quatre petites routes départementales rejoignent Sylvéréal et s'y croisent : la première en provenance d'Aigues-Mortes, la deuxième en provenance de Saint-Gilles (via la route des Iscles) et les deux dernières en provenance des Saintes-Maries-de-la-Mer. Parmi ces dernières, l'une longe la rive gauche du Petit-Rhône et rejoint Sylvéréal par un pont métallique de type Warren à béquilles construit en 1956 par l'entreprise alèsienne Richard Ducros, tandis que l'autre doit emprunter le bac du Sauvage afin de quitter le delta et longer la rive droite. Le pont métallique  construit en 1956 a été remplacé au début des années 2010.
Dans le hameau de Sylvéréal, un nouveau pont traversant le canal dit de Peccais à Sylvéréal, situé au même endroit et remplaçant l'ancien, a été mis en service en 2015.

## Histoire
À la fin du XIIIe siècle, Sylvéréal accueille les moines de l'abbaye d'Ulmet.